# Gottfried Scholz

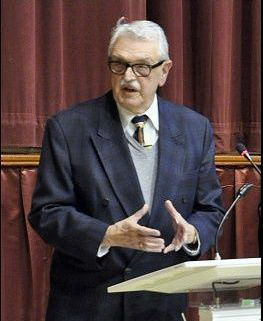
Gottfried Scholz (2011)

Gottfried Scholz (* 11. September 1936 in Wien) ist ein österreichischer Musikwissenschaftler, Hochschullehrer und Rektor der Universität für Musik und darstellende Kunst Wien.

## Leben
Scholz studierte an der Universität Wien und an der ehemaligen Akademie für Musik und darstellende Kunst in Wien (Musik, Geschichte, Kunstgeschichte, Germanistik) und legte 1960 seine Lehramtsprüfung und 1962 sein Doktorat ab.
Seit 1962 lehrte Scholz an der Universität für Musik und darstellende Kunst Wien und hatte die Professur für Musikanalytik und die Leitung des gleichnamigen Instituts inne. Er war von 1973 bis 1984 und von 1997 bis 2002 Rektor-Stellvertreter sowie von 1984 bis 1988 Rektor.
Von 1979 bis 2001 wirkte er als Präsident des Österreichischen Musikrats.
Scholz hat in verschiedenen Auslandsaufenthalten Maßgebliches für die Musikerziehung und Musiktheorie bewirkt:
- Einrichtung der Musikerziehung in Kabul (Afghanistan, 1960)
- Gastprofessor für Musiktheorie an der Indiana University Bloomington (USA, 1969, 1971–1972)
- Chulalongkorn-Universität Bangkok (Thailand, 1980)
- Inhaber des Österreich-Lehrstuhls an der Stanford University (USA, 1981)
- Gastprofessor am Mitteleuropa-Lehrstuhl der Rijksuniversität Leiden (Niederlande, 1999)
- Generalsekretär und Präsident des Internationalen Musikrats der UNESCO (1984–1986)
- Mahidol-Universität (Thailand 2004, 2006)
- Mitglied des Preiskomitees der Fondazione Internazionale Premio Balzan 2004–2016

1995 wurde Gottfried Scholz als ordentliches Mitglied der Geisteswissenschaftlichen Klasse in die Sudetendeutsche Akademie der Wissenschaften und Künste berufen.
Gottfried Scholz ist verwitwet und hat zwei Söhne.

## Publikationen

### Monographien
- Die zweite Symphonie von Franz Schmidt, Wien 1985
- Formen in der Musik, 2 Bände gemeinsam mit Herwig Knaus, Wien 1988
- Österreichische Musik der Gegenwart, Wien 1993[2]
- Bachs Passionen, Verlag C.H.Beck, München 2000, ISBN 3-406-43305-7
- Tanzfeste der Könige, Wien 2008
- Haydns Oratorien, Verlag C.H.Beck, München 2008, ISBN 978-3-406-57763-5

### Herausgeberschaft
- Michael Haydn, Deutsches Hochamt in B-Dur
- Dodekaphonie in Österreich, Wien 1988

### Artikel (Auswahl)
- Instrumentalmusik der Klassik und Romantik, in: Allg.Musikgeschichte, Wien 1972, S. 373–458
- Gustav Mahler's summer retreats, in: Gustav Mahler in Vienna, London 1977, S. 63–76
- Music and Art Nouveau, in: Focus on Vienna, München 1982, S. 103–112
- Musikanalyse und ihre Grenzen, in: ÖMZ 36,9, Wien 1981, S. 450–460
- Wer gilt als österreichischer Komponist?, in: KB Bayreuth 1981/1984, S. 445–449
- Affekte und rhetorische Figuren in Mozarts frühen Konzertarien, in: FS R. Stephan, 1990, S. 135–148
- Rhetorische Figuren in der Musik des 18. Jhdts. In: KB Baden 1991, Bd. 2, S. 897–911
- Zur rhetorischen Grundlage von Burmeisters Lassus-Analyse, in: Geschichte der musikalischen Analyse, Hg. Gernot Gruber, München 1996, S. 25–44
- Staatskunst als Ausdruck politischer Konzepte am Habsburger Hof d. frühen 18. Jhdts. In: FS Roscher, Anif 1999, S. 306–321
- Textbücher zur Musik als musikalischer Fürstenspiegel – Fux, Mozart, Bach, in: FS Biba, Hg. Ingrid Fuchs, Tutzing 2006, S. 747–759
- Verklärte Nacht op. 4, in: Arnold Schönberg, Hg. Gerold Gruber, Laaber 2002, 1. Bd. S. 22–35
- Kunst als Mittel der Politik – die Harmonia im ‚Balet de la Royne‘, in: FS Gernot Gruber, Tutzing 2004, S. 713–726
- Gottfried van Swieten und Joseph Haydn, in: Musicorum, Rabelais – Tours, 2009, S. 193–199
- Aufklärung und Musik, in: Schriften d. sudetendt. Akad. d. Wiss. 29, München 2009, S. 177–199
- Die geistigen Wurzeln von Gerard und Gottfried van Swieten, in: Studien zur Musikwissenschaft, 55. Band 2009, S. 169–194
- Von Beethoven zu Scarlatti. Czernys Klaviersonaten, in: Carl Czerny, Klang und Begriff 3, Hg. Heinz von Loesch, 2009, S. 251–258
- Das Konservatorium der Gesellschaft der Musikfreunde in Wien und seine europäischen Vorgänger wie Nachfolger, in: Musikfreunde – Träger der Musikkultur in der ersten Hälfte des 19. Jahrhunderts, Hg. Ingrid Fuchs Kassel 2017, S. 85–94
- Proportion und Symmetrie, in: FS Marie-Agnes Dittrich, Wien 2019, S. 257–269

## Ehrungen und Auszeichnungen
- Ehrenpräsident des Österreichischen Musikrats
- Mitglied des Senats der Gesellschaft der Musikfreunde in Wien
- Mitglied der sudetendeutschen Akademie der Wissenschaft und Künste, München
- Mitglied des Preiskomitees der Fondazione Internazionale Premio Balzan
- Honorary Member of the Guildhall School of Music and Drama, London
- Honorary Member of the Royal College of Music, London
- Honorary Fellowship of the Hong Kong Academy for Performing Arts
- Großes Goldenes Ehrenzeichen für Verdienste um die Republik Österreich
- Kommandeur des päpstlichen Silvesterordens
- Ritter des königlichen niederländischen Ordens von Oranien-Nassau
- Doktor h. c. der Hochschule für Musik und dramatische Kunst, Bratislava